# 大戶站
大戶站（日语：／ Ōto eki */?）是位於千葉縣香取市大戶川11號，東日本旅客鐵道（JR東日本）的成田線車站。

## 歷史
- 1926年（大正15年）4月1日：國有鐵道車站啟用[1]。為旅客和貨物車站。
- 1962年（昭和37年）10月1日：結束貨物起卸業務。
- 1970年（昭和45年）7月1日：成為無人車站。
- 1987年（昭和62年）4月1日：伴隨國鐵分割民營化，車站由東日本旅客鐵道（JR東日本）營運[1]。
- 2009年（平成21年）3月14日：此站開始可以使用IC卡「Suica」[2]。成為東京近郊區間範圍內[2]。

## 車站構造
本站是地面車站，設有1面2線的島式月台。月台沒有提高高度。車站大樓與月台之間設有跨線橋連接。車站北邊是1號月台。此站是由佐原站管理的無人車站。設有簡易Suica閘機和乘車站證明票發行機。車站北邊設有男女分開的廁所和單車停泊處。

### 月台
| 月台 | 路線    | 上下行 | 方向           |
| ---- | ------- | ------ | -------------- |
| 1    | ■成田線 | 下行   | 佐原、銚子方向 |
| 2    | ■成田線 | 上行   | 成田、千葉方向 |

參考
- 1號月台為下行列車專用，2號月台為上行列車專用。
- 在2018年3月17日時間表修正前，1號月台是上下行本線，為一線通過（日语：一線スルー）的構造。1、2號月台可向兩方向出發或從兩方向進站。
- 月台可容納10卡車廂。

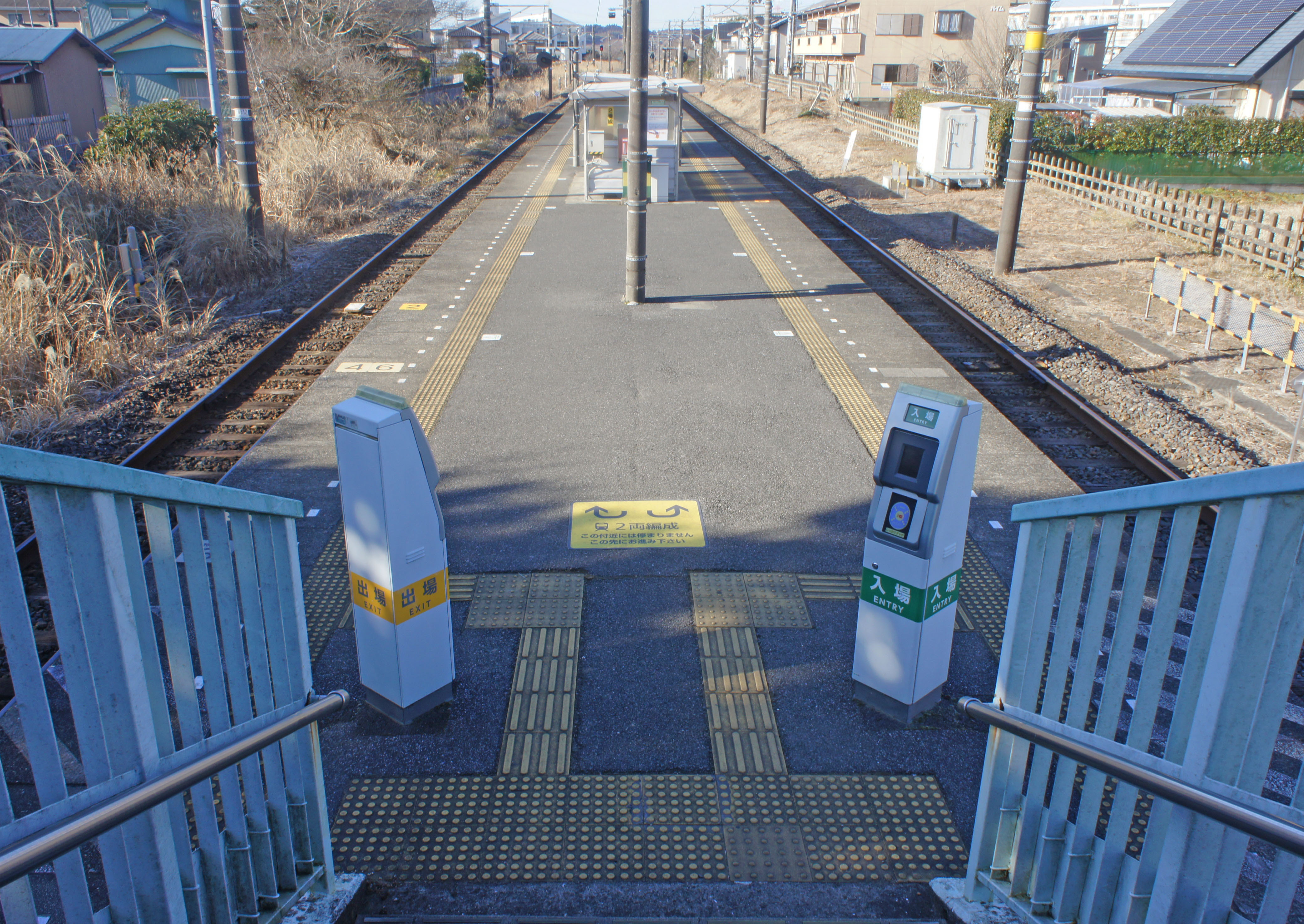
驗票口（2022年2月）
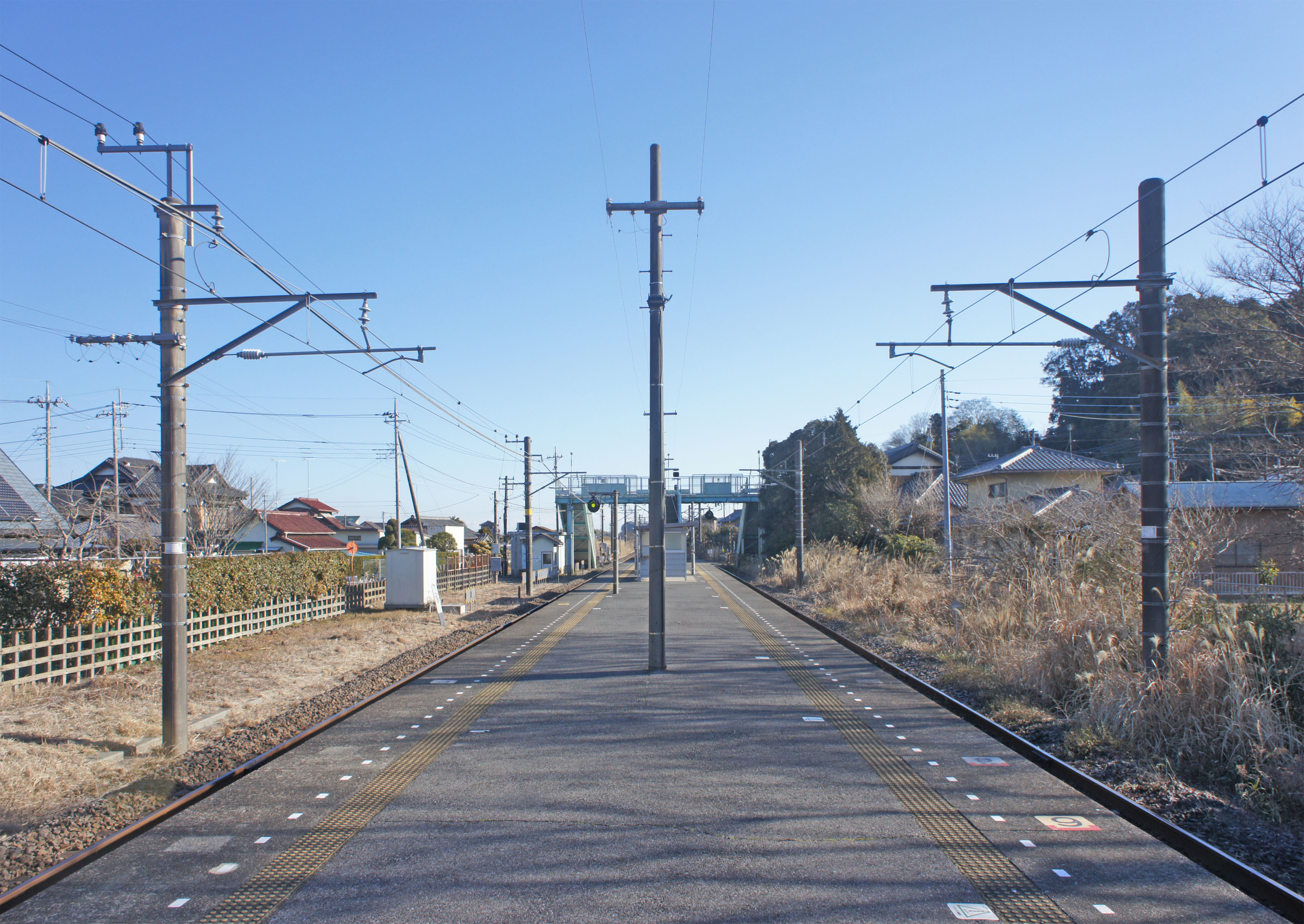
月台（2022年2月）

## 使用狀況
在2006年（平成18年）度1日平均乘車人次為243人，以下為乘車人次變化列表：
| 乘車人次變化       | 乘車人次變化     | 乘車人次變化 |
| 年度               | 1日平均 乘車人次 | 參考資料     |
| ------------------ | ---------------- | ------------ |
| 1990年（平成02年） | 401              | [ * 1 ]      |
| 1991年（平成03年） | 406              | [ * 2 ]      |
| 1992年（平成04年） | 400              | [ * 3 ]      |
| 1993年（平成05年） | 407              | [ * 4 ]      |
| 1994年（平成06年） | 393              | [ * 5 ]      |
| 1995年（平成07年） | 417              | [ * 6 ]      |
| 1996年（平成08年） | 417              | [ * 7 ]      |
| 1997年（平成09年） | 410              | [ * 8 ]      |
| 1998年（平成10年） | 410              | [ * 9 ]      |
| 1999年（平成11年） | 389              | [ * 10 ]     |
| 2000年（平成12年） | 368              | [ * 11 ]     |
| 2001年（平成13年） | 368              | [ * 12 ]     |
| 2002年（平成14年） | 357              | [ * 13 ]     |
| 2003年（平成15年） | 331              | [ * 14 ]     |
| 2004年（平成16年） | 291              | [ * 15 ]     |
| 2005年（平成17年） | 267              | [ * 16 ]     |
| 2006年（平成18年） | 243              | [ * 17 ]     |

## 車站周邊

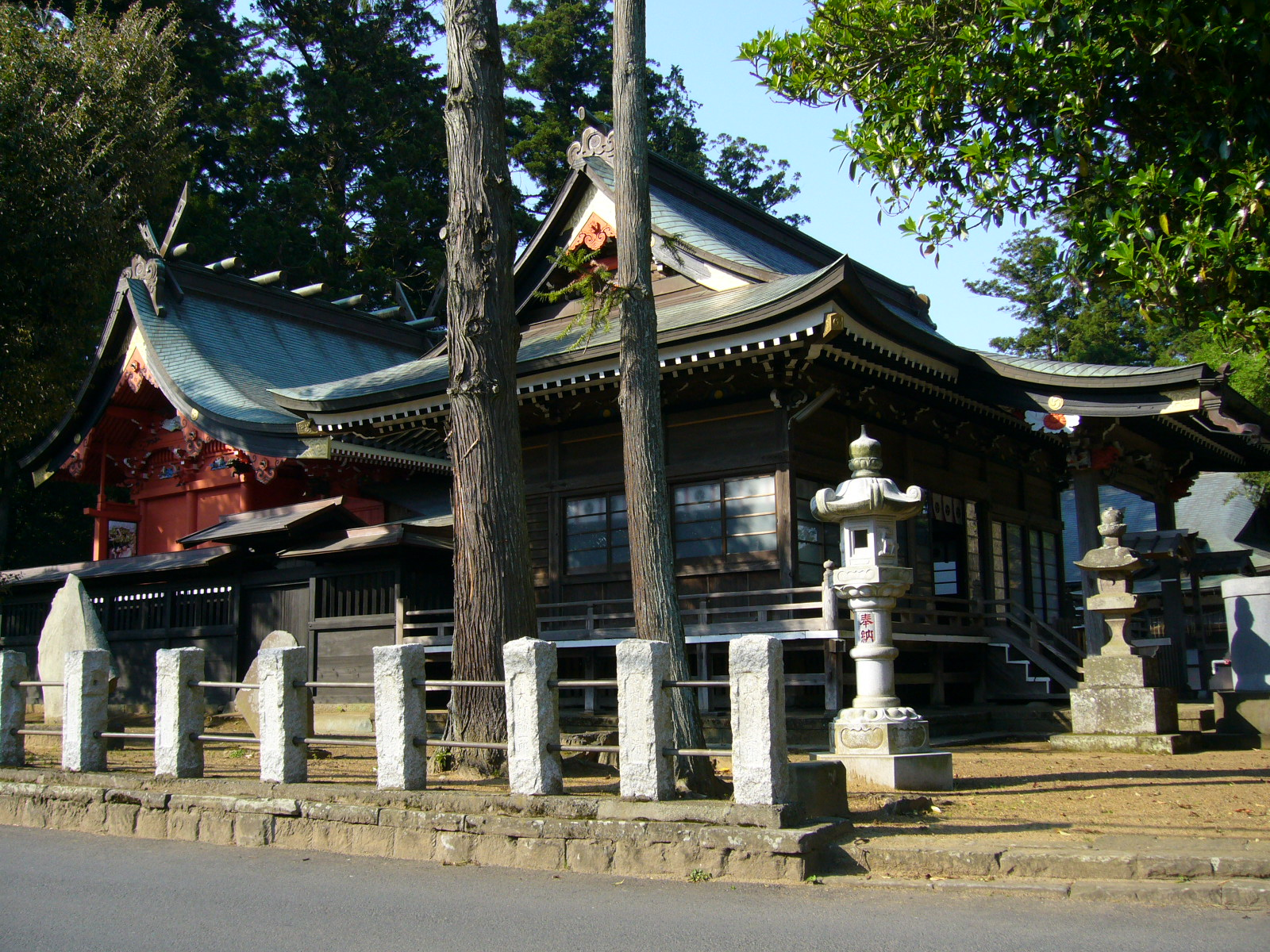
大戶神社

- 大須賀川（日语：大須賀川）
- 國道356號（日语：国道356号）
- 千葉縣道208號大戶停車場線（日语：千葉県道208号大戸停車場線）
- 大戶神社（日语：大戸神社）
- 東大戶村道路原標
- 香取市立佐原第五中學
- 香取市立東大戶小學
- 大戶郵局

## 巴士路線
| 乘車處 | 系統                              | 主要途經               | 目的地   | 巴士公司     | 備註         |
| ------ | --------------------------------- | ---------------------- | -------- | ------------ | ------------ |
| 大戶站 | 佐原區循環巴士 （大戶、瑞穗路線） | 瑞穗台、大戶東、佐原站 | 市政廳前 | 佐原循環巴士 | 只於平日服裝 |
| 大戶站 | 佐原區循環巴士 （大戶、瑞穗路線） | 大戶東、佐原站         | 市政廳前 | 佐原循環巴士 | 平日只有1班  |

## 相鄰車站
東日本旅客鐵道（JR東日本）
■成田線
下總神崎－大戶－佐原

## 注腳

### 使用狀況
1. ↑  千葉縣統計年鑑 （页面存档备份，存于）（日語） - 千葉縣
2. ↑  香取市統計書 （页面存档备份，存于） - 香取市

千葉縣統計年鑑
1. ↑  千葉縣統計年鑑（平成3年） （页面存档备份，存于）（日語）
2. ↑  千葉縣統計年鑑（平成4年） （页面存档备份，存于）（日語）
3. ↑  千葉縣統計年鑑（平成5年） （页面存档备份，存于）（日語）
4. ↑  千葉縣統計年鑑（平成6年） （页面存档备份，存于）（日語）
5. ↑  千葉縣統計年鑑（平成7年） （页面存档备份，存于）（日語）
6. ↑  千葉縣統計年鑑（平成8年） （页面存档备份，存于）（日語）
7. ↑  千葉縣統計年鑑（平成9年） （页面存档备份，存于）（日語）
8. ↑  千葉縣統計年鑑（平成10年） （页面存档备份，存于）（日語）
9. ↑  千葉縣統計年鑑（平成11年） （页面存档备份，存于）（日語）
10. ↑  千葉縣統計年鑑（平成12年） （页面存档备份，存于）（日語）
11. ↑  千葉縣統計年鑑（平成13年） （页面存档备份，存于）（日語）
12. ↑  千葉縣統計年鑑（平成14年） （页面存档备份，存于）（日語）
13. ↑  千葉縣統計年鑑（平成15年） （页面存档备份，存于）（日語）
14. ↑  千葉縣統計年鑑（平成16年） （页面存档备份，存于）（日語）
15. ↑  千葉縣統計年鑑（平成17年） （页面存档备份，存于）（日語）
16. ↑  千葉縣統計年鑑（平成18年） （页面存档备份，存于）（日語）
17. ↑  千葉縣統計年鑑（平成19年） （页面存档备份，存于）（日語）

## 外部連結
- 車站資訊（大戶）：東日本旅客鐵道（日語）